# Ghiyath al-Din Shah
Ghiyath al-Din Shah o Ghiyath al-Din Tahmatan Shah fou sultà bahmànida del Dècan, fill i successor de Muhammad Xah II.
Designat successor al llit de mort, va ser reconegut sense incidents quan va morir, el 20 d'abril de 1397. Taghalchin, un esclau turc que aspirava a ser primer ministre, va preparar un gran banquet al qual va convidar al sultà i una vegada al lloc, ek turc va fer cegar al jove sultà el 14 de juny de 1397 i el va empresonar a la fortalesa de Sagar, posant al tron al seu germanastre Shams al-Din Dawud Shah II.